# Buckhorn (stacja metra)
Buckhorn – stacja metra hamburskiego na linii U1. Stacja została otwarta 1 lutego 1925. 

## Położenie
Stacja posiada 120 metrowy peron wyspowy i znajduje się w pobliżu ulicy Im Regestall.
Stacja od czasu otwarcia nie zmieniła się za wiele, brak windy powoduje że jej dostęp jest ograniczony dla osób niepełnosprawnych.